# Wolfgang Günther
Wolfgang Günther (ur. 30 listopada 1937, zm. 16 kwietnia 2023) – wschodnioniemiecki żużlowiec i kierowca wyścigowy.

## Życiorys
Startował na żużlu. Należał do reprezentacji NRD podczas eliminacji do Drużynowych Mistrzostw Świata 1961. W 1962 roku zajął szóste miejsce w żużlowych mistrzostwach kraju. W 1974 roku zadebiutował Melkusem w wyścigowych mistrzostwach NRD, zdobywając wówczas tytuł w klasie drugiej Formuły Easter (LK II). W 1975 roku rozpoczął rywalizację pojazdem marki SEG. W sezonie 1976 zadebiutował w Pucharze Pokoju i Przyjaźni, zajął również trzecie miejsce w mistrzostwach kraju. W 1977 roku Günther został mistrzem NRD, zaś rok później wygrał swój pierwszy wyścig w Pucharze Pokoju i Przyjaźni (na torze Czajka) i zajął trzecie miejsce w klasyfikacji Pucharu. W 1978 roku zajął ponadto trzecie miejsce w mistrzostwach NRD. W 1983 roku zakończył karierę zawodniczą.

## Wyniki
| Legenda oznaczeń w tabelach wyników Wyświetl szablon na nowej stronie | Legenda oznaczeń w tabelach wyników Wyświetl szablon na nowej stronie                                                                     |
| Oznaczenie                                                            | Wyjaśnienie |
| --------------------------------------------------------------------- | --- |
| Złoty                                                                 | Zwycięzca lub mistrzostwo |
| Srebrny                                                               | 2. miejsce lub wicemistrzostwo |
| Brązowy                                                               | 3. miejsce lub II wicemistrzostwo |
| Zielony                                                               | Ukończył, punktował (w klasyfikacji generalnej, gdy zdobył co najmniej jeden punkt na przestrzeni sezonu, poza trzema powyższymi opcjami) |
| Niebieski                                                             | Ukończył, nie punktował (w klasyfikacji generalnej, gdy nie zdobył co najmniej jednego punktu na przestrzeni sezonu)                      |
| Czerwony                                                              | Nie zakwalifikował się (NZ) |
| Czerwony                                                              | Nie prekwalifikował się (NPK) |
| Różowy                                                                | Nie ukończył (NU) |
| Różowy                                                                | Niesklasyfikowany (NS) (w klasyfikacji generalnej, gdy nie został sklasyfikowany w żadnym wyścigu sezonu)                                 |
| Czarny                                                                | Zdyskwalifikowany (DK) |
| Czarny                                                                | Wykluczony (WYK/EX) |
| Biały                                                                 | Nie wystartował (NW) |
| Biały                                                                 | Kontuzjowany (K/INJ) |
| Biały                                                                 | Wyścig odwołany (OD/C) |
| Bez koloru                                                            | Został wycofany (WYC/WD) |
| Bez koloru                                                            | Nie przybył (NP/DNA) |
| Bez koloru                                                            | Nie brał udziału w treningach (NT/DNP) |
| Bez koloru                                                            | Nie został zgłoszony (–) |
| Pogrubienie                                                           | Start z pole position |
| Kursywa                                                               | Najszybsze okrążenie wyścigu |
| †                                                                     | Nie ukończył, ale jego rezultat został zaliczony ze względu na przejechanie więcej niż 90% dystansu wyścigu.                              |
| *                                                                     | Sezon w trakcie |
| 1/2/3                                                                 | Punktowana pozycja w sprincie kwalifikacyjnym                                                                                             |
| Lista systemów punktacji Formuły 1                                    | |

### Puchar Pokoju i Przyjaźni
| Rok  | Samochód | Silnik | Wyniki w poszczególnych eliminacjach | Wyniki w poszczególnych eliminacjach | Wyniki w poszczególnych eliminacjach | Wyniki w poszczególnych eliminacjach | Wyniki w poszczególnych eliminacjach | Pkt. | Msc. |
| ---- | -------- | ------ | ------------------------------------ | ------------------------------------ | ------------------------------------ | ------------------------------------ | ------------------------------------ | ---- | ---- |
| 1976 |          |        |                                      |                                      | Czechosłowacja                       |                                      | Czechosłowacja                       | 94   | 15   |
| 1976 | SEG III  | Łada   | 22                                   | 3                                    | NU                                   | 17                                   | NU                                   | 94   | 15   |
| 1977 |          |        |                                      |                                      | Czechosłowacja                       |                                      |                                      | 163  | 5    |
| 1977 | SEG III  | Łada   | 5                                    | NU                                   | 4                                    | 4                                    | 4                                    | 163  | 5    |
| 1978 |          |        |                                      |                                      | Czechosłowacja                       |                                      |                                      | 167  | 3    |
| 1978 | SEG III  | Łada   | 1                                    | 5                                    | 8                                    | 11                                   | 5                                    | 167  | 3    |
| 1979 |          |        |                                      |                                      | Czechosłowacja                       |                                      |                                      | 103  | 13   |
| 1979 | SEG III  | Łada   | -                                    | 9                                    | 13                                   | 10                                   | -                                    | 103  | 13   |
| 1980 |          |        |                                      |                                      | Czechosłowacja                       |                                      |                                      | 67   | 18   |
| 1980 | SEG III  | Łada   | NU                                   | 15                                   | NU                                   | 8                                    | -                                    | 67   | 18   |
| 1981 |          |        | Czechosłowacja                       | Polska                               |                                      |                                      |                                      | 79   | 17   |
| 1981 | SEG III  | Łada   | -                                    | 5                                    | -                                    | 6                                    | -                                    | 79   | 17   |
| 1982 |          |        | Polska                               |                                      |                                      | Czechosłowacja                       |                                      | 111  | 5    |
| 1982 | SEG III  | Łada   | -                                    | NU                                   | 8                                    | 7                                    | 9                                    | 111  | 5    |
| 1983 |          |        |                                      | Czechosłowacja                       |                                      | Polska                               |                                      | 104  | 10   |
| 1983 | SEG III  | Łada   | NU                                   | 9                                    | 6                                    | 9                                    | 10                                   | 104  | 10   |